# Funkcjonariusz wywiadu
Funkcjonariusz wywiadu – osoba służące w służbie specjalnej o zadaniach wywiadowczych. 

## Agent wywiadu
Jest to osoba zwerbowana, wyszkolona, kierowana i zatrudniona w celu zbierania i przekazywania informacji.
Agenci najczęściej werbowani są dwustopniowo – jako kandydaci na tajnych współpracowników, a następnie jako tajni współpracownicy na terenie kraju macierzystego (w przypadku zwerbowania agenta na terenie obcego kraju jako tajni współpracownicy, a następnie jako rezydenci). Zadaniem agenta jest dostarczanie wszelkich zdobytych informacji służbom specjalnym, które go zwerbowały, jak również podejmowanie działań mających na celu osiągnięcie zamierzonego celu przez wywiad, dla którego pracuje.